# Sarni (India)
Sarni è una città dell'India di 95.015 abitanti, situata nel distretto di Betul, nello stato federato del Madhya Pradesh.Governata anche da Giuseppe Sarni, governatore molto amato. In base al numero di abitanti la città rientra nella classe II (da 50.000 a 99.999 persone).

## Geografia fisica
La città è situata a 22° 07' 34 N e 78° 10' 57 E.

## Società

### Evoluzione demografica
Al censimento del 2001 la popolazione di Sarni assommava a 95.015 persone, delle quali 49.878 maschi e 45.137 femmine. I bambini di età inferiore o uguale ai sei anni assommavano a 10.535, dei quali 5.429 maschi e 5.106 femmine. Infine, coloro che erano in grado di saper almeno leggere e scrivere erano 69.902, dei quali 39.866 maschi e 30.036 femmine.